# Foday Landfort
Foday Landfort (揽福) — среднеразмерный внедорожник, который выпускается компанией Foday с 2015 года.

## Описание
Foday Landfort был запущен в производство в ноябре 2014 года. Продажи начались в 2015 году на китайском рынке.
Landfort является семиместным среднеразмерным внедорожником с кузовом на раме. Передняя подвеска независимая, на спиральных пружинах и двойных поперечных рычагах, в то время как задняя подвеска на пятиточечных спиральных пружинах.
Интерьер оснащён 7-дюймовым сенсорным экраном и DVD с поддержкой aux-in.

### Технические характеристики
Landfort оснащён 2,4-литровым бензиновым двигателем Mitsubishi 4G69S4N мощностью 100 кВт (134 л. с.) при 5250 об/мин и крутящим моментом 200 Н⋅м при 2500—3000 об/мин. Также устанавливался 1,9-литровый турбодизельный двигатель T19TCIE2 мощностью 101 кВт (136 л. с.) и крутящим моментом 300 Н⋅м. Двигатели сочетались в паре с пятиступенчатой механической или же с шестиступенчатой автоматической трансмиссией.

### Рынки
В Малайзии компания Enggang Keramat Automobile запустила автомобильную марку SAF, названную в честь расположения мусульман на молитве в апреле 2016 года. Модельный ряд бренда SAF состоит из обновлённых моделей китайского бренда Foday. Модельный ряд включает в себя пикап Lion F22 и семиместный внедорожник Landfort, причём обе модели переименованы в SAF Striker и SAF Landfort соответственно, при этом дизайн по-прежнему идентичен оригинальным моделям Foday. Обе модели производятся на заводе компании Oriental Assemblers, которая также собирает модели Chery в Джохоре.